# Gavià d'Armènia
El gavià d'Armènia
(Larus armenicus) és una espècie d'ocell de la família dels làrids (Laridae) que habita els llacs de muntanya de Geòrgia, Armènia, Turquia i oest de l'Iran.